# 烏布 (塞爾維亞)

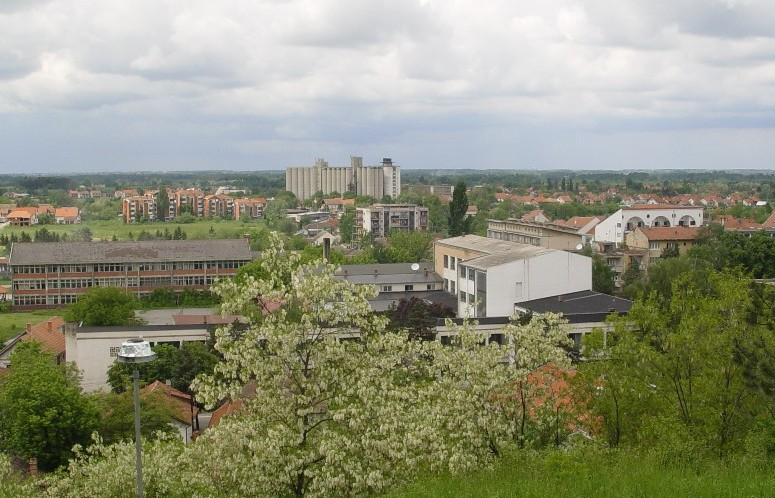
乌布全景图

烏布 是塞爾維亞的城鎮，由科盧巴拉州負責管轄，位於該國中西部，主要經濟活動有農業、工業和貿易業，2011年的人口有6,164人。